# Maline Nordin
Maline Nordin Ardesjö, född 6 november 1986 är en svensk textilkonstnär och designer som bor utanför Nora.
Nordin studerade vävlinjen vid Grebbestads folkhögskola, kläder vid Stenebyskolan 2007-2008 och modedesign vid Textilhögskolan i Borås 2008-2013. Separat har hon ställt ut på bland annat Borås konstmuseum. På Göteborgs Kulturkalas och Värmlands Museum har några av hennes kortfilmer visats.
Förutom textil består hennes konst av film och illustration.